# Zenit Stadion
Zenit Stadion är en arena i Irkutsk, Ryssland.
Den används av lokala bandy- och fotbollsklubbar. Arenan användes under världsmästerskapet i bandy för herrar 2014.